# کتابخانه استاندارد سی++
در زبان برنامه‌نویسی سی++، کتابخانه استاندارد سی++ مجموعه‌ای از کلاس‌ها و رویه‌ها است که در هسته زبان نوشته شده‌اند و قسمتی از استاندارد ISO سی++ می‌باشند.

## هدر(سرآیند)های استاندارد

### ظرف (نگه‌دارنده)‌ها
<array>شامل class: std::array ظرفی برای ذخیره‌سازی آرایه با اندازه ثابت ( اضافه شده از C++11)
<bitset>شامل کلاس std::bitset ظرفی برای ذخیره بیت ها
<deque>شامل کلاس std::deque که پیاده‌سازی ساختمان داده  صف 2 طرفه است .
<forward_list>شامل کلاس std::forward_list که پیاده‌سازی ساختمان داده  لیست پیوندی یک طرفه است . ( اضافه شده از C++11)
<list>شامل کلاس std::list که پیاده‌سازی ساختمان داده  لیست پیوندی 2 طرفه است.
<map>:شامل کلاس‌های std::map و std::multimap
<queue>شامل کلاس‌های std::queue و std::priority_queue (بترتیب  ساختمان داده‌های صف و صف اولویت‌دار )
<set>شامل کلاس‌های std::setو std::multiset
<stack>شامل کلاس std::stack  (ساختمان داده پشته )
<unordered_map>شامل کلاس‌های std::unordered_map و std::unordered_multimap ( ساختمان داده جدول درهم‌سازی)  ( اضافه شده از C++11)
<unordered_set>شامل کلاس‌های std::unordered_set و std::unordered_multiset ( ساختمان داده جدول درهم‌سازی) ( اضافه شده از C++11)
<vector>شامل کلاس std::vector ساختاری برای آرایه  با اندازه متغیر.

### عمومی
<algorithm>به  الگوریتم ( سی++) مراجعه کنید .
<chrono>
<functional>
<iterator>
<locale>
<memory>
<stdexcept>
<tuple>
<utility>

### رشته‌ها
<string>
<regex>

### جریان‌ها و ورودی/خروجی*****
<fstream>
<iomanip>
<ios>
<iosfwd>
<iostream>
<istream>
<ostream>
<sstream>
<streambuf>

### پشتیبانی از زبان‌ها
<exception>
<limits>
<new>
<typeinfo>

### کتابخانه پشتیبانی رشته
<thread>
<mutex>
<condition_variable>
<future>

### کتابخانه‌های عددی
<complex>
<random>
<valarray>
<numeric>

### کتابخانه استاندارد سی
هر هدری در کتابخانه استاندارد سی در کتابخانه استاندارد سی++ هم موجود است، اما با نام متفاوت، مثلاً «time.h» به «ctime» تبدیل شده‌است.